# Sofia Karaffa-Korbout
Sofia Karaffa-Korbout (en ukrainien : Софія Петрівна Караффа-Корбут, en russe : Софья Петровна Караффа-Корбут ; 1924-1996) est une dessinatrice et illustratrice née à Lviv.

## Biographie
Son père, Petro Karaffa-Korbut, est un noble enregistré à Minsk par le sénat russe, et sa mère est Maria Petrivna Bereza. Sofia nait à Lviv avec pour parrains l'éditeur Ivan Tiktor et Stefania Mazur. Elle suit des études artistiques et techniques, plusieurs fois interrompues par la guerre. Elle est diplômée en 1953 de l'Institut des arts appliqués et décoratifs de Lviv.
L'une de ses œuvres les plus importantes est le Kobzar illustré, qui a été publié en 1967.

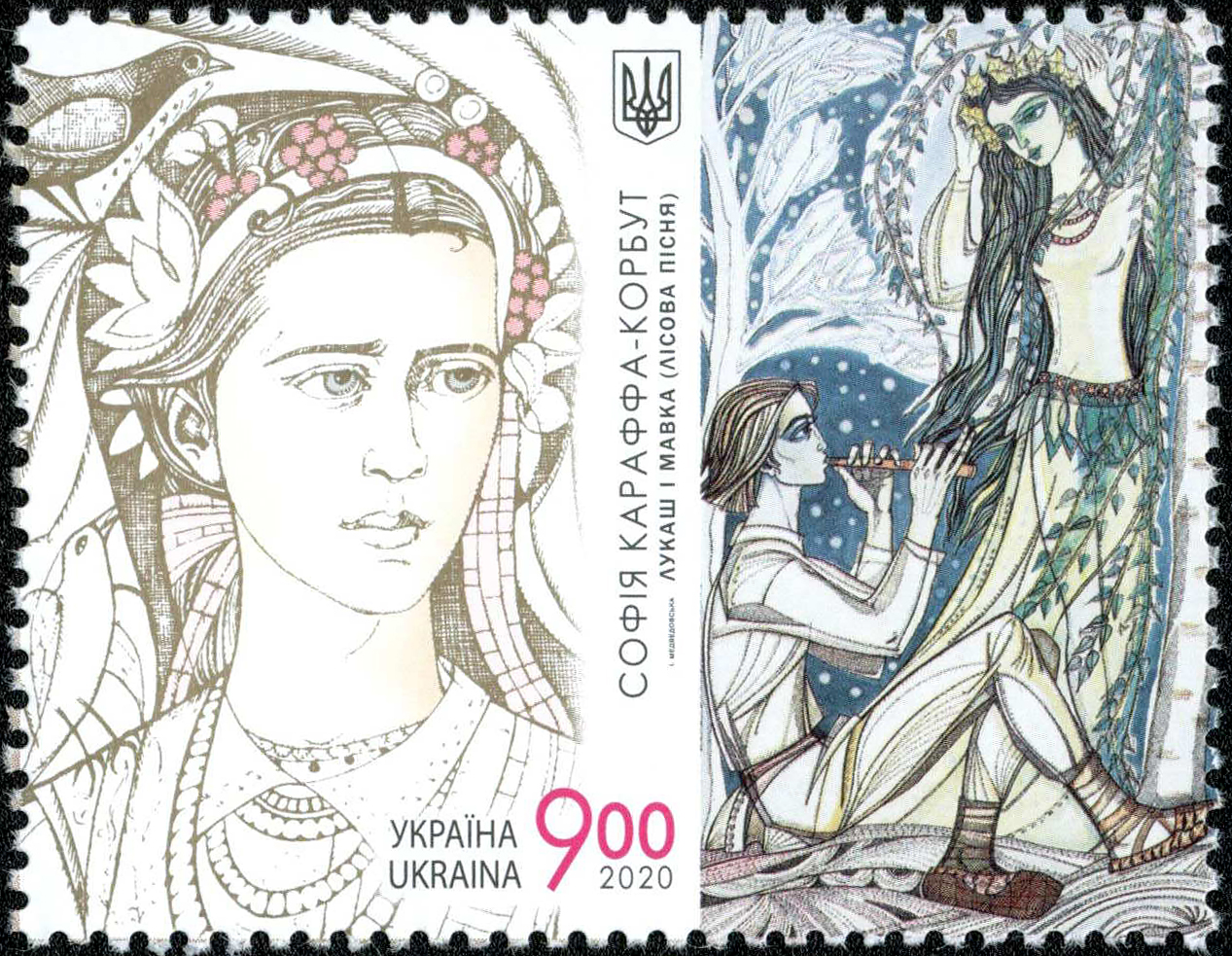
Le timbre ukrainien n° 1817 de Lessia Oukraïnka
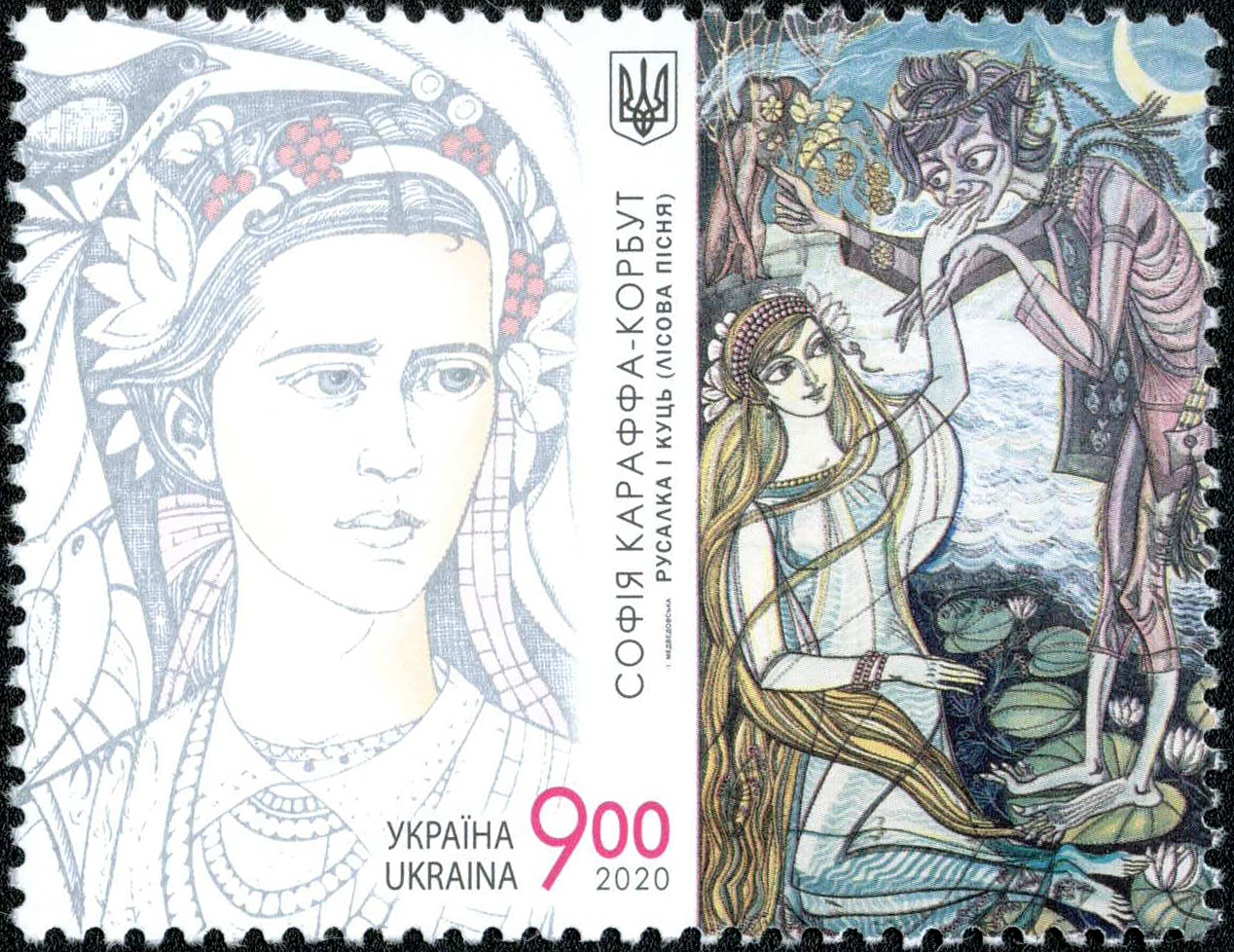
et le n° 1818 avec ses dessins.
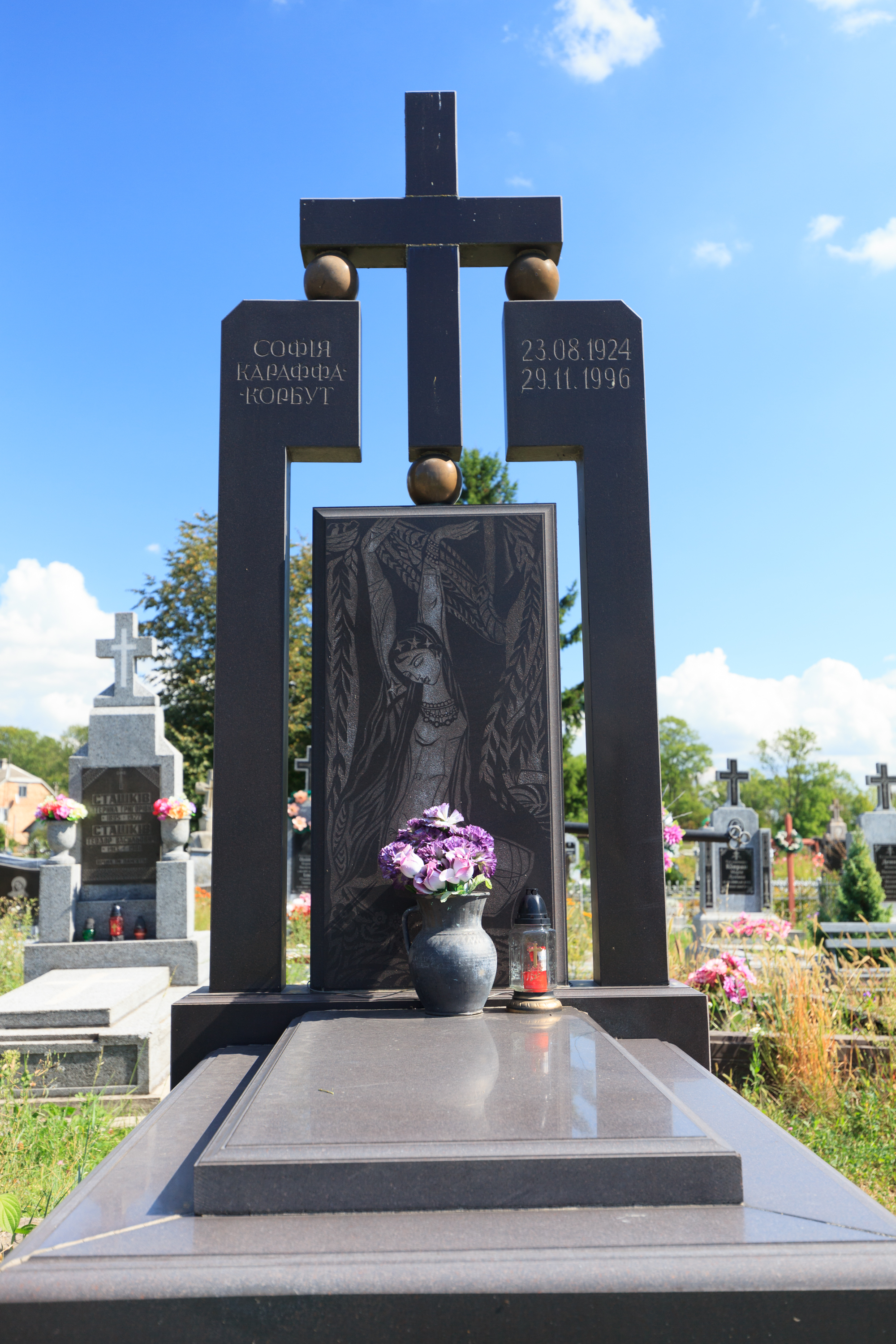
Sa tombe à Koutkir classée[2].